# Joseph Cortese
Joseph Cortese (ur. 22 lutego 1948 w Paterson w New Jersey) – amerykański aktor. Uczęszczał na wydział teatralny i komunikacji do Midwestern College w Denison w stanie Iowa, gdzie uzyskał licencjat. Następnie wyjechał do Nowego Jorku i trenował pod okiem Miltona Katselasa.

## Filmografia

### Filmy
- 1992: Ruby jako Louis Vitali
- 1998: Więzień nienawiści jako Rasmussen
- 2004: Królowa ringu jako Irving Abel
- 2018: Green Book jako Gio Loscudo

### Seriale
- 1986: Detektyw Hunter jako Marco Brokaw
- 1986: Opowieści z ciemnej strony jako Nicholas
- 1987: Córeczki milionera jako Frankie
- 1988: Nieziemski przybysz jako Jack Breslin
- 1991: Napisała: Morderstwo jako Carmine Abruzzi
- 1996: Renegat jako sierżant Jack Winslow
- 1996: Niebieski Pacyfik jako Gene Savage
- 1996: Gliniarz z dżungli jako	detektyw Jack Pendergrast
- 1997: Nash Bridges jako Jimmy Ryshert
- 2000: Sprawiedliwość na 18 kołach jako Martin Greenwald
- 2003: Tajne akcje CIA jako Frank First – diler narkotyków
- 2005: Las Vegas jako Calabrini
- 2006: Kości jako Lou Mackey
- 2007: U nas w Filadelfii jako Sal
- 2010: The Good Guys jako Jimmy Nichols
- 2011: Paragraf Kate jako Danny Sabotino
- 2014: Pułapki umysłu jako Paolo Genardi
- 2015: Szpital miejski jako Frank Smith